# Biernat de Lublin
Pour les articles homonymes, voir Biernat.

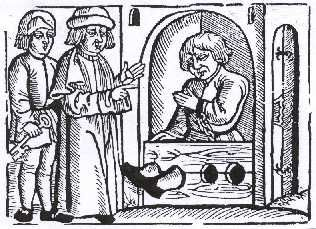
Gravure sur bois provenant de Żywot Ezopa Fryga (La vie de Aesope le Phrygien), Kraków, 1578

Biernat de Lublin, né vers 1465 et mort après 1529, est un écrivain polonais, poète et fabuliste des premiers temps de la Renaissance.

## Éléments de biographie
Biernat est l'un des premiers écrivains polonais connus par leur nom. Le plus ancien livre imprimé en langue polonaise que l'on connaisse sort de sa plume. L'Hortulus animae (Jardin de l'âme), un manuel de prières et dévotions qui deviendra populaire dans son pays, est imprimé à Cracovie en 1513.
Dans un autre écrit de genre très différent, La Vie d'Ésope le Phrygien il exprime des idées égalitaires, plébéiennes et religieusement libérales (publié en 1522).